# Richard Truly
Richard Harrison Truly (Fayette (Mississippi), 12 november 1937 – Genesee (Colorado), 27 februari 2024) was een Amerikaans ruimtevaarder. Truly zijn eerste ruimtevlucht was STS-2 met de spaceshuttle Columbia en vond plaats op 12 november 1981. Het was de eerste keer dat een bemand herbruikbaar ruimtevaartuig voor de tweede keer aarde verliet en terugkeerde in de ruimte.
In totaal heeft Truly twee ruimtevluchten op zijn naam staan. In 1983 verliet hij NASA en ging hij als astronaut met pensioen. Van 1989 t/m 1992 was hij directeur van NASA. 
Truly werd 86 jaar oud.